# Disney Channel Games 2006
Disney Channel Games 2006 was een wekelijkse miniserie die werd uitgezonden door Disney Channel. De show liep van 10 juni 2006 tot en met 19 augustus 2006. Brian Stepanek en Phill Lewis waren de hosts. De serie ging over verscheidene teams van Disney Channel acteurs die via spellen tegen elkaar streden.

## Teams
Blauwe Team
- Brenda Song (The Captain) uit The Suite Life of Zack & Cody & Wendy Wu
- Corbin Bleu (The Cooler) uit High School Musical
- Cole Sprouse (The Conqueror) uit The Suite Life of Zack & Cody
- Vanessa Hudgens (The Heart Breaker) uit High School Musical
- Jason Earles (The Iceman) uit Hannah Montana
- Monique Coleman (The Maverick)uit High School Musical

Groene Team
- Ashley Tisdale (The Captain) uit The Suite Life of Zack & Cody & High School Musical
- Lucas Grabeel (The Jazz and Cooler) uitm High School Musical
- Miley Cyrus (The Triple Threat) uit Hannah Montana
- Emily Osment (The Eliminator) uit Hannah Montana
- Mitchel Musso (The Jazz) uit Hannah Montana
- Kyle Massey (The Funk) uit Cory in the House & That's So Raven

Rode Team
- Zac Efron (The Captain) uit High School Musical
- Dylan Sprouse (The Dominator) uit The Suite Life of Zack & Cody
- Shin Koyamada (The Rock) uit Wendy Wu: Homecoming Warrior
- Anneliese van der Pol (The Knockout) uit That's So Raven
- Kay Panabaker (The Closer) uit Life is Ruff and Read it and Weep
- Moises Arias (The Secret Weapon) uit Hannah Montana

### Spellen
| Naam spel                    | Korte Beschrijving                                                                                           | Air Date         | Winnende Team |
| ---------------------------- | --- | ---------------- | ------------- |
| Obstacle Course              | 2 Spelers gaan tegelijk overeen opblaas hindernisbaan.                                                       | 10 juni 2006     | Rode Team     |
| Rock Paper Scissors Showdown | 1-tegen-1 Klassiek Steen-papier-Schaar                                                                       | 24 juni 2006     | Blauwe Team   |
| Hamster Ball Relay           | 2 Spelers houden een race in een mega-hamsterbal                                                             | 1 juli 2006      | Groen Team    |
| Dunk Tank                    | 1 team gooit een ander team in het water door een baseball tegen een knop te gooien                          | 8 juli 2006      | Rode Team     |
| Alphabet Goop/Egg Toss       | Vind letters in een bak en maak een goed woord / eieren overgooien, wie hem aan het eind nog heel heeft wint | 15 juli 2006     | Blauwe Team   |
| Mountain Climb Relay         | Spelers van elk team klimmen tegenelkaar op een opblaasbare berg.                                            | 29 juli 2006     | Groene Team   |
| Quiz Show Relay              | Spelers racen en beantwoorden vragen over Disney Channel shows.                                              | 5 augustus 2006  | Blauwe Team   |
| Simon Says                   | In het Simon zegt spel, Brian Stepanek is Simon en hij zegt wat mensen wel en niet moeten doen.              | 12 augustus 2006 | Blauwe Team   |

## MVP van de week
| Week 1: Vanessa Hudgens (The Heart Breaker) van het blauwe team |
| Week 2: Kyle Massey (The Funk) van het groene team              |
| Week 3: Brenda Song (The Captain) van het blauwe team           |
| Week 4: Zac Efron (The Captain) van het rode team               |
| Week 5: Miley Cyrus (The Triple Threat) van het groene team     |
| Week 6: Kay Panabaker (The Closer) van het rode team            |
| Week 7: Miley Cyrus (The Triple Threat) van het groene team     |
| Week 8: Cole Sprouse (The Conqueror) van het blauwe team        |